# Bracadabra
Bracadabra (né le 1er mars 2011 à l'élevage d'Hubert Bourdy) est un cheval hongre de robe alezane, inscrit au stud-book du Selle français, monté en saut d'obstacles par la cavalière française Mégane Moissonnier.

## Histoire
Bracadabra naît le 1er mars 2011 à l'élevage d'Hubert Bourdy,.
Il est d'abord monté par Romain Ozzola, jusqu'en 2017 et jusqu'au niveau 1,35 m.
Il est ensuite récupéré par Laurent Guillet, qui le monte jusqu'à 1,50 m puis le confie à la jeune cavalière Mégane Moissonnier en 2022. Elle participe avec lui à la Coupe des Nations début juin 2023. Cette même année, le hongre est pré-sélectionné pour les Jeux olympiques d'été de 2024, avec sa cavalière. Cependant, Moissonnier et sa monture ne sont finalement pas retenus parmi les cavaliers français sélectionnés pour Paris 2024.

## Description

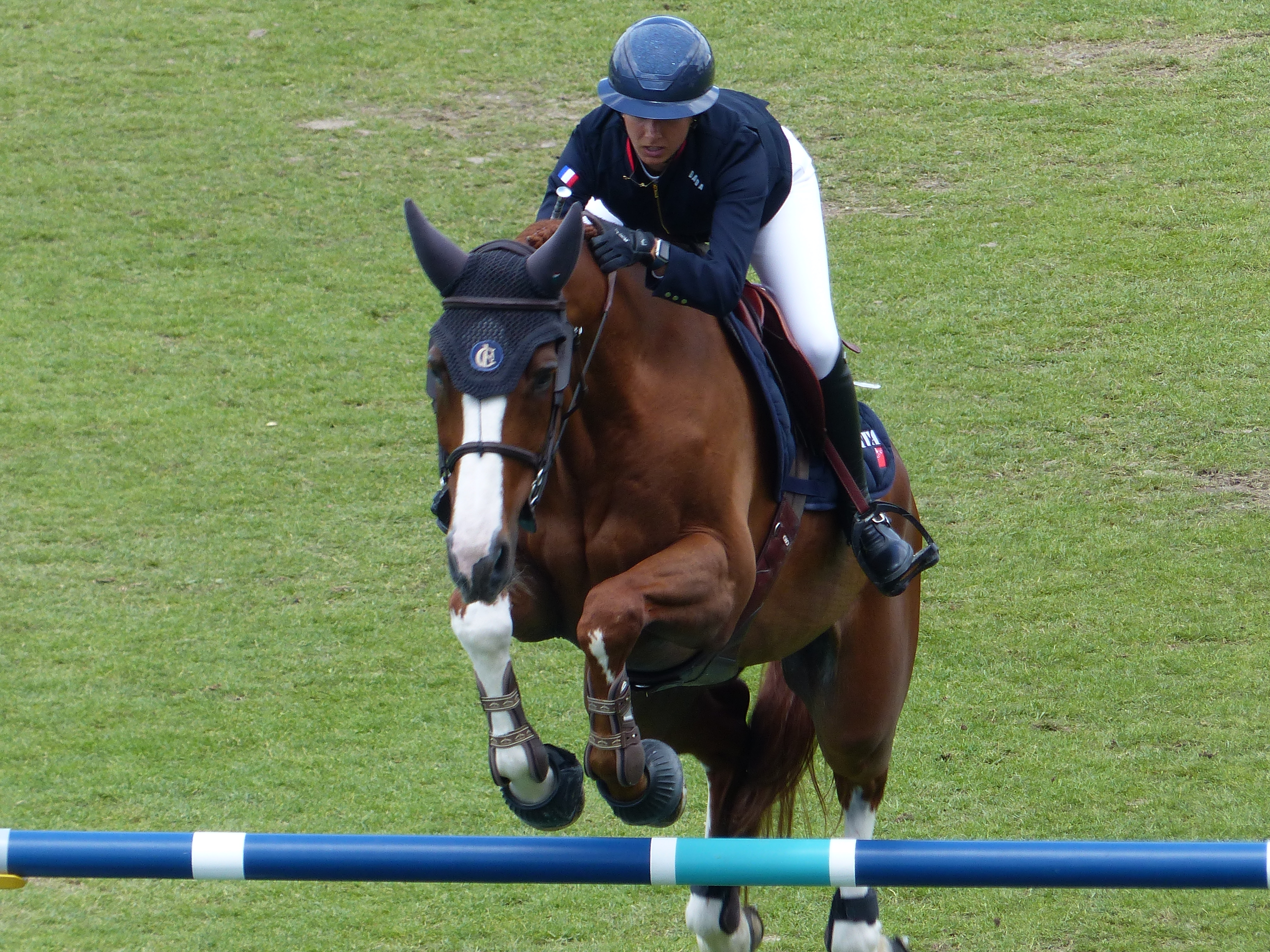
Bracadabra monté par mégane Moissonnier au CSIO de La Baule 2024.

Bracadabra est un hongre de robe alezan brûlé, inscrit au stud-book du Selle français. Il mesure 1,74 m.
C'est un cheval doté de gros moyens à l'obstacle. Mégane Moissonnier lui décrit « tout ce dont on peut rêver chez un cheval : le respect, le sang, la rapidité, les moyens. Il est facile à monter ; c’est un bonheur d’être sa cavalière ».

## Palmarès

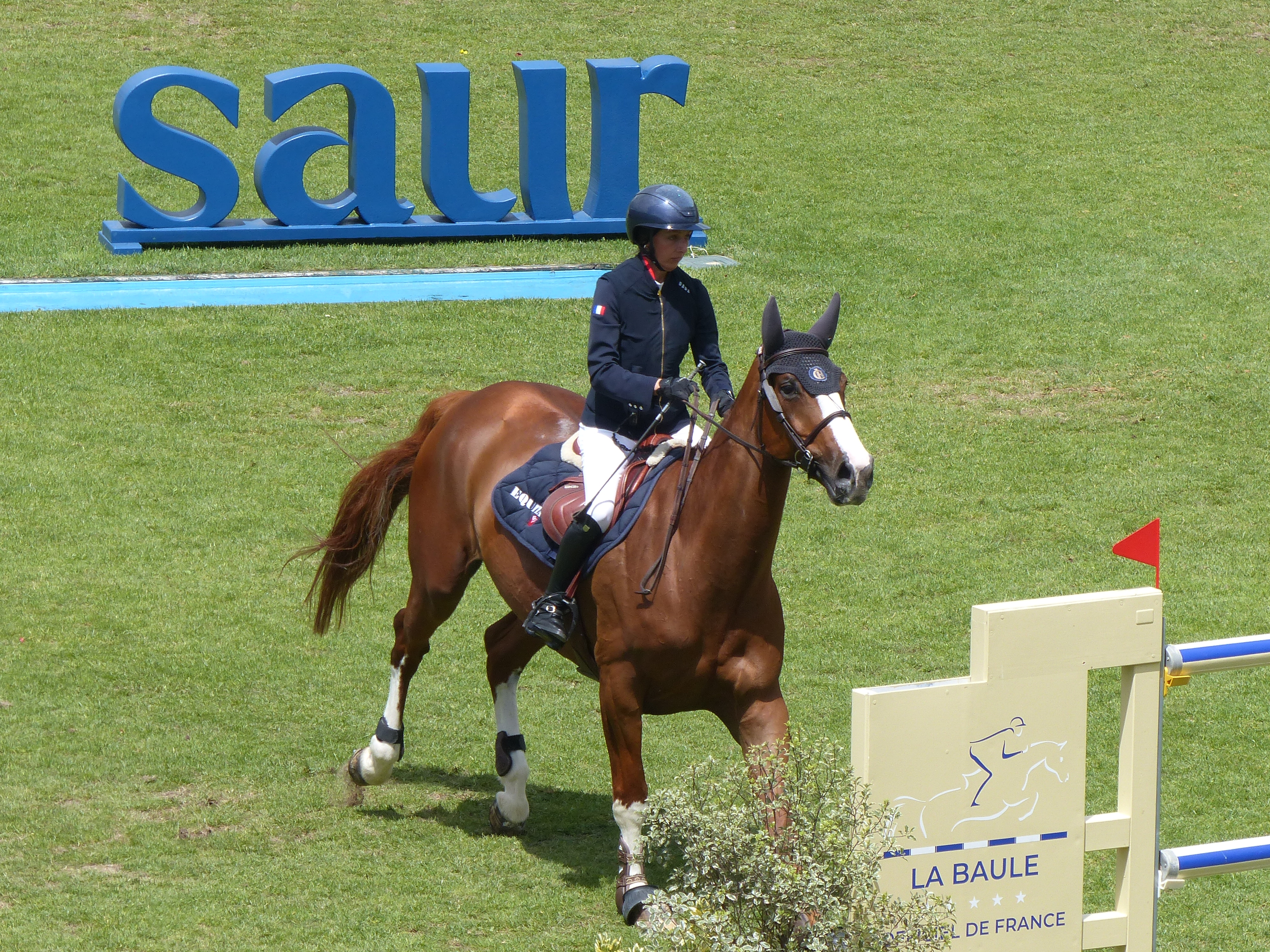
Bracadabra monté par Mégane Moissonnier au CSIO de La Baule de 2024.

Il atteint un indice de saut d'obstacles (ISO) de 170 en 2023.
- 2022 : vainqueur du Grand Prix du CSI3* de Grimaud à 1,50 m et en moins de 41 secondes, monté par Mégane Moissonnier[4]
- juin 2022 : 4e à Aix-la-Chapelle[9]
- avril 2024 : vainqueur du Grand Prix du CSI3* de Grimaud, monté par Mégane Moissonnier[10].

## Origines
Bracadabra est inscrit Selle français, et présente des origines principalement françaises et secondairement allemandes. C'est un fils de l'étalon Selle français Pacific des Essarts, et d'une jument Selle français nommée Single Colour, par Couleur Rubin,.
Bracadabra compte 39 % d'ancêtres Pur-sang selon le calcul de l'Institut français du cheval et de l'équitation, le Selle français représentant 40 % de ses ancêtres.